# Келес (река)
Келес (каз. Келес, узб. Keles/Келес) — река в Туркестанской области Казахстана и Ташкентской области Узбекистана (небольшой участок), правый приток реки Сырдарья.

## Общее описание
Длина реки составляет 241 км, площадь бассейна — 3310 км². Питание смешанное, преимущественно снеговое, также дождевое. Расход воды при выходе на равнину (в посёлке Горный), составляет 5,72 м³/с, в устье — 6,5 м³/с. Ледовые явления наблюдаются в период с ноября по март. Река наиболее полноводна в апреле (расход воды начинает увеличиваться с февраля) и наименее водна в августе. Пойма двусторонняя.

## Течение реки
Келес берёт начало на горном хребте Каржантау. Он образуется от слияния рек (саев) Жузумсай и Жегеренсай. Кроме того, неподалёку от истока река принимает родники, стекающие с горного кряжа Казыгурт. От истока река течёт к юго-западу.
В районе села Каратас Келес поворачивает практически на юг и далее течёт лишь с незначительным уклоном к западу, местами образуют меандры. Выше села Акжар река пересекается с крупным каналом Ханым. Ниже Келес вновь возвращает юго-западное направление.
Близ кишлака Капланбек Келес выходит к государственной границе Казахстана и Узбекистана. Далее граница частично проходит по его руслу, включая пограничную точку железнодорожной линии Ташкент — Оренбург, для которой возведён мост. Небольшой участок за мостом Келес проходит по территории Узбекистана. Далее он вновь переходит на земли Казахстана. Ниже Капланбека река сильно мелеет. Подпитывание реки происходит за счёт вод Чирчика.
В низовьях (приблизительно от села Ынтымак) русло Келеса на значительных участках проходит в овраге.
В предустьевой части ширина реки составляет 30 м, глубина — 1,5 м, грунт дна — твёрдный. Впадает в Чардаринское водохранилище на реке Сырдарье в его верхней части, на высоте 252 м.

## Бассейн Келеса
Бассейн Келеса охватывает низкогорные области, и поэтому довольно маловоден.
С юго-запада водоразделом служит горный хребет Каржантау, который прорезают составляющие и левые притоки Келеса — Кызылатасай, Жузумсай, Жегеренсай, Уясай, Каржансай, Кокпарсай, Мугалысай.

## Хозяйственное использование
Воды Келеса активно используются на орошение.